# یواس‌اس جان کیو رابرتس (ای‌پی‌دی-۹۴)
یواس‌اس جان کیو رابرتس (ای‌پی‌دی-۹۴) (به انگلیسی: USS John Q. Roberts (APD-94)) یک کشتی بود که طول آن ۳۰۶ فوت (۹۳ متر) بود. این کشتی در سال ۱۹۴۴ ساخته شد.